# Proutictis adzearia
Proutictis adzearia är en fjärilsart som beskrevs av Charles Oberthür 1893. Proutictis adzearia ingår i släktet Proutictis och familjen mätare. Inga underarter finns listade i Catalogue of Life.